# Lambaro Biluy
Lambaro Biluy is een bestuurslaag in het regentschap Aceh Besar van de provincie Atjeh, Indonesië. Lambaro Biluy telt 329 inwoners (volkstelling 2010).